# IdaAida
IdaAida è un duo musicale danese formato nel 2005 da Ida Ambrose e Aida Abdi.

## Carriera
Ida è per metà persiana, mentre Aida è originaria del Gambia. Inizialmente sotto contratto con la Sony Music Denmark, non hanno pubblicato il loro album di debutto pianificato per il 2005 per via di divergenze artistiche con l'etichetta. Nel 2008, dopo aver firmato con la Cocoon Music, sono salite alla ribalta grazie al singolo En klassiker, che ha scalato la classifica danese fino a raggiungere l'11ª posizione. Il loro album di debutto, 100%, è uscito nello stesso anno. Sono spesso paragonate al noto duo pop/R&B Nik & Jay dai media nazionali.

## Discografia

### Album in studio
- 2008 – 100%

### Raccolte
- 2010 – Re-Fixed

### Singoli
- 2005 – Tøser der tør det
- 2008 – 100%
- 2008 – En klassiker
- 2009 – Ta' dit ego